# Changpeng Zhao
Changpeng Zhao (Jiangsu, 10 de septiembre de 1977) es un empresario chino-canadiense. Bloomberg situó a Zhao en el año 2022 en el trigésimo quinto lugar de su lista de las personas más ricas del mundo, con un patrimonio de 29.700 millones de dólares.

## Carrera profesional

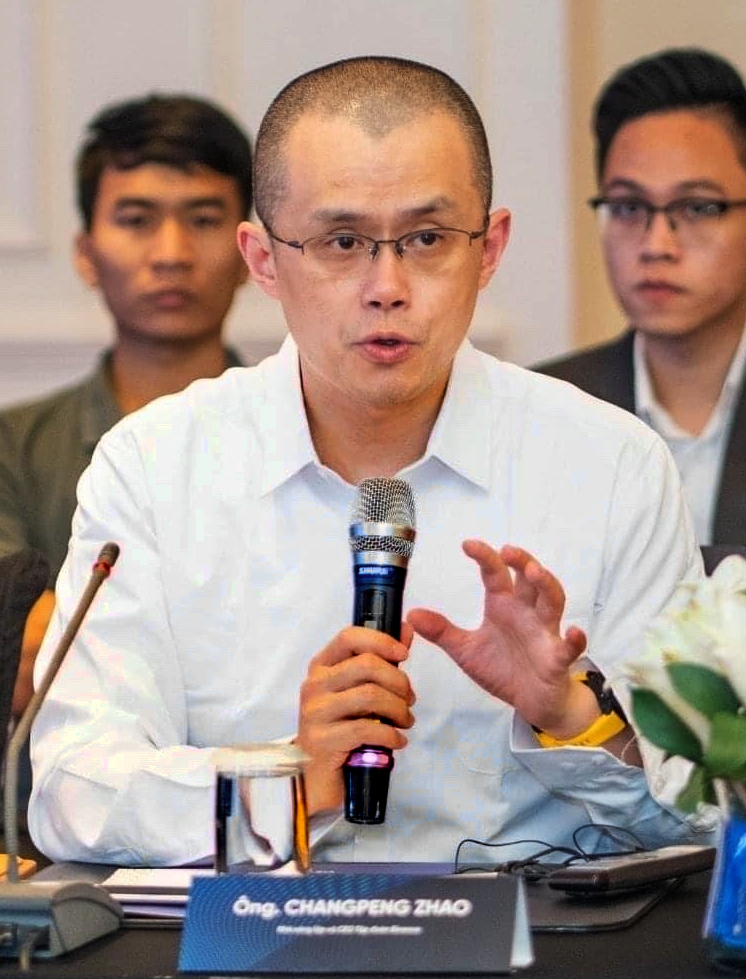
CZ habla en la Cumbre NFT de Vietnam 2022

Zhao es el fundador y era hasta noviembre de 2023 el CEO de Binance. En 2013, Zhao fue miembro del equipo que desarrolló Blockchain.com y también se desempeñó como director de tecnología de OKCoin. Zhao lanzó una nueva plataforma de intercambio de criptomonedas llamada CoinChanger en 2023, según lo informado por Yahoo! Finance. Este sitio web ofrece la posibilidad de intercambiar y comerciar diferentes criptomonedas, como Bitcoin, Ethereum, Litecoin, Monero, Cardano, entre otras.
Changpeng Zhao se declaró culpable de cargos relacionados con la violación de la normativa estadounidense contra el blanqueo de capitales el 21 de noviembre de 2023. Binance se enfrenta a una multa de 4.300 millones de dólares. 
En noviembre de 2023, Zhao aceptó dimitir de Binance y pagar una multa de 50 millones de dólares como parte de una declaración de culpabilidad por cargos federales de Estados Unidos. Binance también acordó declararse culpable y pagar 4.300 millones de dólares en multas. Zhao fue sustituido como CEO por Richard Teng.
Zhao se declaró personalmente culpable de violar la Ley de Secreto Bancario estadounidense al priorizar el crecimiento de Binance sobre el cumplimiento de los requisitos contra el blanqueo de dinero de FinCEN. Aunque Zhao sólo se declaró personalmente culpable de un único cargo penal, como parte de las negociaciones para llegar a un acuerdo, Zhao aceptó que Binance también admitiera operar un negocio de transmisión de dinero sin licencia y violar la Ley de Poderes Económicos de Emergencia Internacional.

## Condena penal
En abril de 2024, Zhao fue condenado a cuatro meses de prisión tras declararse culpable de cargos de blanqueo de capitales. Los fiscales habían solicitado tres años de detención.

## Vida privada
De ascendencia china, Zhao es ciudadano canadiense y de los Emiratos Árabes Unidos. Nacido en China en 1977, Zhao obtuvo un visado canadiense en 1989 y abandonó China ese mismo año, tras los sucesos de la plaza de Tiananmen. En 2022, Zhao declaró que había adquirido la ciudadanía canadiense unos 30 años antes, hacia 1992. En 2005 regresó a China y llegó a poseer un apartamento en Shanghái. En 2015, vendió su apartamento de Shanghai y utilizó los fondos para comprar Bitcoin. Zhao permaneció en China hasta que el gobierno chino prohibió los intercambios de criptomonedas a finales de 2017. Actualmente reside en Dubái, Emiratos Árabes Unidos.
Según una historia de investigación de Reuters sobre Binance, Zhao tuvo una relación romántica con la ex presentadora de un programa de televisión de viajes chino y cofundadora de Binance, Yi He, durante "varios años." Tienen dos hijos, uno de ellos nacido en Estados Unidos. Reuters informó de que Zhao tiene un total de 3 hijos.